# Агафонова, Ксения Михайловна
Ксе́ния Миха́йловна Агафо́нова (род. 25 июня 1983, Ярославль) — российская легкоатлетка, специалистка по бегу на длинные дистанции. Выступала за сборную России по лёгкой атлетике во второй половине 2000-х годов, чемпионка России по горному бегу, серебряная и бронзовая призёрка национального чемпионата в беге на 5000 и 10 000 метров, победительница летней Универсиады в Бангкоке, участница чемпионата мира в Берлине, серебряный призёр чемпионата Европы по кроссу среди полицейских 2008 года. Представляла Ярославскую и Московскую области. Мастер спорта России международного класса (2007).

## Биография
Ксения Агафонова родилась 25 июня 1983 года в Ярославле.
С детства вела активный образ жизни и увлекалась многими видами спорта: лыжами, фехтованием, плаванием, акробатикой, настольным теннисом. Серьёзно заниматься бегом начала в областной Специализированной детско-юношеской школе олимпийского резерва под руководством тренера Юрия Алексеевича Карманова. Позже тренировалась в СДЮШОР № 19 у В. П. Сапожникова.
Впервые заявила о себе в 2003 году, одержав победу на чемпионате России по горному бегу в Токсово. Год спустя на аналогичных соревнованиях в том же Токсово стала бронзовой призёркой, уступив Ольге Горбуновой из Владимирской области и Вере Суховой из Санкт-Петербурга. Ещё через год на чемпионате России по горному бегу в Железноводске выиграла серебряную медаль, финишировав позади бегуньи из Нижегородской области Юлии Мочаловой.
По окончании университета в 2005 году переехала на постоянное жительство в Москву, где была подопечной заслуженного тренера России С. Д. Епишина и Е. И. Подкопаевой.
На чемпионате России 2006 года в Туле стала бронзовой призёркой в беге на 5000 метров — здесь её обошли Регина Рахимкулова из Башкортостана и Наталья Павловская из Волгоградской области.
В 2007 году завоевала серебряную награду в беге на 10 000 метров на чемпионате России в Жуковском, уступив на финише представительнице Самарской области Инге Абитовой. Попав в состав российской национальной сборной, стартовала в Золотой лиге IAAF и на Всемирном легкоатлетическом финале в Штутгарте, где стала шестой в беге на 5000 метров. Будучи студенткой, представлял страну на летней Универсиаде в Бангкоке — на дистанции 10 000 метров опередила всех своих соперниц и получила золото. По итогам сезона удостоилась почётного звания «Мастер спорта России международного класса».
На чемпионате России 2009 года в Чебоксарах выиграла серебряную и бронзовую медали на дистанциях 5000 и 10 000 метров соответственно. Благодаря череде удачных выступлений удостоилась права защищать честь страны на чемпионате мира в Берлине — в беге на 10 000 метров с результатом 31:43,14 финишировала здесь пятнадцатой. Среди других значимых результатов этого сезона — 11-е место в беге на 3000 метров на Всемирном легкоатлетическом финале в Салониках, победа на международном кроссе в Фукуоке.
В 2010 году была девятой в беге на 10 000 метров на Мемориале братьев Знаменских и пятой в беге на 5000 метров на чемпионате России в Саранске, показала шестой результат на Лиссабонском полумарафоне (1:14:24).
В 2018 году оказалось, что её допинг-проба, взятая во время чемпионата мира в Берлине, показала наличие запрещённого стероидного препарата туринабола. В итоге по решению Спортивного арбитражного суда Агафонова была дисквалифицирована сроком на два года, также были аннулированы её результаты, достигнутые в период с 15 августа 2009 года по 14 августа 2011 года.